# Четвёртый буддийский собор
Четвёртый буддийский собор — название для двух разных событий, состоявшихся в Шри-Ланке и Кашмире.
Четвёртый буддийский собор в Шри-Ланке проходил в рамках школы Тхеравада в I веке до н. э. и опирался на палийский канон.
Четвёртый буддийский собор в Кашмире проходил в рамках школы Сарвастивада в I веке нашей эры.
На этом завершилась традиция буддийских соборов в раннем буддизме, и лишь в XIX веке в Мандалае провели Пятый буддийский собор.

## Четвёртый буддийский собор вШри-Ланке
Собор стал созываться после тяжёлого неурожая, когда многие монахи стали умирать от голода. Так как канонические тексты передавались по памяти, возникло опасение, что некоторые тексты будут утрачены, если вымрут монахи, которые их помнят наизусть. 
Собор длился три года и проходил в Тамбапанни под покровительством царя Ваттагамани. Обсуждались необходимые меры по записи канона, так как такое количество сочинений невозможно было сохранять только в памяти монашеской общины. Махараккхита и пятьсот монахов стали записывать со своей памяти сочинения на пальмовых листьях.
Собор проводился в пещере Алока-лена около современного города Матале.
Книги на пальмовых листьях передавались в другие страны — на территории современных Бирмы, Таиланда, Камбоджи и Лаоса. 
Оригинальный текст Трипитаки был ранее принесён в Шри-Ланку монахом Махиндой после Третьего буддийского собора.

## Четвёртый буддийский собор вКашмире
Император Канишка I во время расцвета Кушанской империи собрал в Джаландхаре (Кашмир) буддийский собор, на котором главенствовала школа Сарвастивада, по оценкам собор состоялся в 78 году.
Школа Тхеравада не признаёт этого собора, и сведения о нём содержатся только в источниках махаяны. Сочинения абхидхармы, в частности более поздняя Абхидхармакоша, в дальнейшем почитались в школах Махаяны.
Канишка созвал 500 монахов. Председательствовал на соборе Васумитра. Основным результатом собора было составление свода Махавибхаша, в котором было подробнейшим образом изложено учение абхидхармы.